# Craterispermum
Craterispermum Benth. è un genere di piante della famiglia delle Rubiacee. È l'unico genere della tribù Craterispermeae.

## Distribuzione e habitat
Il genere è diffuso nell'Africa subsahariana.

## Tassonomia
Comprende le seguenti specie:
- Craterispermum angustifolium De Wild. & T.Durand
- Craterispermum aristatum Wernham
- Craterispermum capitatum Taedoumg & De Block
- Craterispermum caudatum Hutch.
- Craterispermum cerinanthum Hiern
- Craterispermum cervicorne De Block & Randriamb.
- Craterispermum congolanum De Wild. & T.Durand
- Craterispermum deblockianum Taedoumg & Hamon
- Craterispermum dewevrei De Wild. & T.Durand
- Craterispermum gabonicum Taedoumg & De Block
- Craterispermum goossensii De Wild.
- Craterispermum inquisitorium Wernham
- Craterispermum laurinum (Poir.) Benth.
- Craterispermum ledermannii K.Krause
- Craterispermum longipedunculatum Verdc.
- Craterispermum microdon Baker
- Craterispermum montanum Hiern
- Craterispermum motleyanum De Block & Randriamb.
- Craterispermum parvifolium Taedoumg & Sonké
- Craterispermum praslinense Padayachy & Senterre
- Craterispermum puffianum De Block & Randriamb.
- Craterispermum reticulatum De Wild.
- Craterispermum robbrechtianum Taedoumg & Sonké
- Craterispermum rumpianum  Taedoumg & Hamon
- Craterispermum schweinfurthii Hiern
- Craterispermum silhouettense Padayachy & Senterre
- Craterispermum sonkeanum Taedoumg & Hamon